# Kristina Riis-Johannessen
Kristina Riis-Johannessen (Oslo, 5 de marzo de 1991) es una deportista noruega que compitió en esquí alpino, especialista en la modalidad de eslalon. Ganó una medalla de oro en el Campeonato Mundial de Esquí Alpino de 2021, en la prueba de equipo mixto. 

## Palmarés internacional
| Campeonato Mundial | Campeonato Mundial         | Campeonato Mundial | Campeonato Mundial |
| Año                | Lugar                      | Medalla            | Prueba             |
| ------------------ | -------------------------- | ------------------ | ------------------ |
| 2021               | Cortina d'Ampezzo (Italia) | Medalla de oro     | Equipo mixto       |